# Absyrtus vernalis
Absyrtus vernalis är en stekelart som beskrevs av Bauer 1961. Absyrtus vernalis ingår i släktet Absyrtus och familjen brokparasitsteklar. Arten är reproducerande i Sverige. Inga underarter finns listade i Catalogue of Life.